# Elecciones generales de Camboya de 1998
Las elecciones generales de Camboya de 1998 se llevaron a cabo el 26 de julio para escoger a los 122 miembros de la Asamblea Nacional de Camboya, habiéndose aumentado dos escaños el número de diputados. Fueron las primeras elecciones generales bajo la constitución de 1993, y las segundas desde la instauración del multipartidismo. Fueron además las primeras que se llevaban a cabo después de la crisis de 1997 que llevó a la huida del Primer ministro Norodom Ranariddh y su reemplazo con Ung Huot.
Después del período de inestabilidad política causado por la estrecha victoria del Funcinpec en la elección anterior, el Partido Popular de Camboya obtuvo mayoría absoluta con 64 diputados, obteniendo el 41.4% del voto popular. La participación electoral se fijó en un 93.7%, siendo el porcentaje de participación más alto en la historia del país. Sin embargo, no recibió la mayoría de dos tercios requerida para formar gobierno, y debió realizar un trato con el Funcinpec para formar una coalición, lo que fragmentó todavía más al débil partido opositor. La debacle sufrida por el Funcinpec llevaría al ascenso de Sam Rainsy, cuyo partido, el Partido de la Nación Jemer (reconocido legalmente como Partido Sam Rainsy), como principal líder de la oposición.

## Antecedentes
Las elecciones de 1993, celebradas durante la Autoridad Provisional de las Naciones Unidas en Camboya, habían dado como resultado un legislativo fragmentado, en el que el Primer ministro Norodom Ranariddh, cuyo partido el Funcinpec solo había obtenido mayoría simple, debió compartir el poder a la fuerza con Hun Sen, líder del Partido Popular de Camboya, en una frágil coalición, que finalmente colapsó a mediados de 1997, un año antes del fin de la legislatura, forzando la destitución y exilio de Ranariddh (en lo que se conoce como un golpe de Estado institucional y militar) y siendo designado Ung Huot su sucesor, todavía bajo las manipulaciones de Hun Sen. Las sorpresiva destitución de Ranariddh y el papel intervencionista y reaccionario de Hun Sen en el gobierno del país puso en tela de juicio el grado de democracia en Camboya, así como su historial de respeto a los derechos civiles y políticos. A medida que el gobierno del Funcinpec se desangraba, Hun Sen comenzaba a concentrar y centralizar el poder en sus manos.

## Campaña
Después de que la ASEAN y la Unión Europea intervinieran para condenar las sentencias en su contra, Ranariddh fue indultado de todos los cargos, permitiéndole regresar a Camboya el 30 de marzo para dirigir el Funcinpec durante las elecciones. El período de campaña comenzó el 25 de junio y finalizó el 24 de julio, siendo generalmente recordada como una de las campañas más violentas de la historia de Camboya bajo la constitución de 1993. Ranariddh basó el programa del partido, dirigido por él mismo, en el sentimiento monárquico, la mejora de la justicia social, y la retórica anti-vietnamita, acusando a Hun Sen de ser un títere de Vietnam (siendo desde entonces esta acusación adoptada por gran parte de los políticos opositores para criticar al jefe de Gobierno). En diversas ocasiones, Ranariddh afirmó que el CPP restablecería el estado unipartidista previo a 1991 si ganaba las elecciones.
Sin embargo, el Funcinpec se enfrentó a numerosos obstáculos de campaña, entre ellos la falta de acceso a los canales de televisión y de radio que habían quedado bajo el control exclusivo de CPP tras los enfrentamientos de 1997 y las dificultades de sus partidarios para llegar a las manifestaciones del partido. Por otro lado, el partido estaba acosado por divisiones internas que dificultaban candidaturas y campañas unificadas. Tras la crisis de 1997, el bloque parlamentario del Funcinpec se había partido literalmente por la mitad, con 29 diputados que votaron a favor de la candidatura de Ung Huot y otros 29 que boicotearon la sesión parlamentaria, y la vuelta de Ranariddh no logró reunificar al partido. Por otro lado, el CPP realizó una abrumadora campaña haciendo uso de los medios de comunicación y los recursos del estado, y resaltó principalmente el papel del partido en la pacificación de Camboya, desacreditando a la oposición como causante de la inestabilidad. El SRP de Sam Rainsy evitó hacer una campaña directa contra los sucesos de agosto de 1997, y se centró en la corrupción endémica que sufría el país bajo el gobierno de coalición del CPP y el Funcinpec.
A pesar de la violencia política, la campaña fue considerada por muchos organismos de las Naciones Unidas como demostradora de "una libertad política nunca antes vista" en lo que a Camboya se refiere, con grandes mítines y reuniones dirigidos por el Funcinpec y el SRP en gran parte del país sin sufrir grandes represalias posteriores de parte del gobierno. Sin embargo, esto no desmentía para nada la verdadera situación interna del país. El ACNUR, por ejemplo, documentó ciento ochenta y nueve casos de abusos, intimidación y acoso contra partidarios de la oposición ocurridos entre el 20 de mayo y el 16 de julio. International Crisis Group declaró: "Los partidos de la oposición fueron víctimas de constantes abusos en el período previo a las elecciones del 26 de julio. Estos abusos consistieron, para empezar, en la intimidación generalizada y sutil a los votantes opositores potenciales, la compra de votos de facto por parte del CPP, una cobertura mediática injusta y violenta, y el asesinato directo de activistas de la oposición".

## Resultados

### Resultado nacional
Los resultados arrojaron una amplia victoria para el Partido Popular de Camboya, que obtuvo más de dos millones de votos y 64 escaños en total. El Funcinpec perdió 15 escaños, mientras que el Partido Sam Rainsy, liderado por Sam Rainsy, obtuvo los restantes 15 escaños.
| Partido                            | Partido                                                                              | Votos     | %      | %   | Escaños | Escaños |
| ---------------------------------- | ------------------------------------------------------------------------------------ | --------- | ------ | --- | ------- | ------- |
|                                    | Partido Popular de Camboya                                                           | 2.030.790 | 41.4%  |     | 64/122  | 13      |
|                                    | Frente Unido Nacional por una Camboya Independiente, Neutral, Pacífica y Cooperativa | 1.554.405 | 31.7%  |     | 43/122  | 15      |
|                                    | Partido Sam Rainsy (Nación Jemer)                                                    | 699.665   | 14.3%  |     | 15/122  | Nuevo   |
|                                    | Partido Democrático                                                                  | 90.000    | 1.8%   |     |         | Nuevo   |
|                                    | Partido del Sostenimiento Nacional de Camboya                                        | 71.093    | 1.4%   |     | Nuevo   |         |
|                                    | Partido Liberal Democrático de Salvación Nacional                                    | 46.424    | 0.9%   |     | Nuevo   |         |
|                                    | Partido Liberal Democrático Budista                                                  | 45.849    | 0.9%   |     | 10      |         |
|                                    | Partido Nacionalista                                                                 | 37.308    | 0.8%   |     | Nuevo   |         |
|                                    | Partido Liberal Budista                                                              | 32.959    | 0.7%   |     | Nuevo   |         |
|                                    | Jemer Angkor                                                                         | 26.482    | 0.5%   |     | Nuevo   |         |
|                                    | Partido de los Ciudadanos Camboyanos                                                 | 23.713    | 0.50%  |     | Nuevo   |         |
|                                    | Partido de la Unidad Camboyana                                                       | 19.232    | 0.40%  |     | Nuevo   |         |
|                                    | Coalición Republicana                                                                | 14.869    | 0.30%  |     | 0       |         |
|                                    | Partido Liberal Democrático                                                          | 14.088    | 0.3%   |     | 0       |         |
|                                    | Partido Republicano del Libre Desarrollo                                             | 13.780    | 0.3%   |     | 0       |         |
|                                    | Agrupación por la Solidaridad Nacional                                               | 13.038    | 0.3%   |     | 0       |         |
|                                    | Partido de Reunificación Nacional                                                    | 11.089    | 0.2%   |     | Nuevo   |         |
|                                    | Partido de Restauración Nacional                                                     | 10.451    | 0.20%  |     | Nuevo   |         |
|                                    | Partido Luz de Libertad                                                              | 10.027    | 0.20%  |     | Nuevo   |         |
|                                    | Movimiento para la Liberación Nacional de Kampuchea                                  | 8.395     | 0.2%   |     | 1       |         |
|                                    | Partido Democrático Libre Independiente de Camboya                                   | 3.938     | 0.1%   |     | 0       |         |
|                                    | Partido Democrático Neutral de Camboya                                               | 3.869     | 0.1%   |     | 0       |         |
|                                    | Partido Republicano Libre                                                            | 1.654     | 0.0%   |     | 0       |         |
|                                    | Otros doce partidos                                                                  | 119.372   | 2.4%   |     | 0       |         |
| Votos en blanco/anulados           | Votos en blanco/anulados                                                             | 155.189   | –      | –   | –       |         |
| Total                              | Total                                                                                | 5.057.679 | 100    | 122 | 2       |         |
| Votantes registrados/participación | Votantes registrados/participación                                                   | 5.395.595 | 93.71% |     | –       |         |
| Fuente: Nohlen et al.              |                                                                                      |           |        |     |         |         |

### Resultados por provincia
Esta fue, hasta el momento, la única elección camboyana bajo la Constitución de 1993 en la cual tres partidos tuvieron triunfos provinciales. El CPP ganó en dieciocho de las veinticuatro provincias, el Funcinpec en cuatro, y el SRP obtuvo un amplio y sorpresivo triunfo en la circunscripción uninominal de Pailín, territorio recientemente reincorporado al país luego de décadas bajo ocupación de los Jemeres Rojos y provincializado ese mismo año. La provincia de Oddar Mean Chey se creó poco después de estas elecciones, por lo que los comicios se realizaron cuando aún era parte de Siem Riep.
|  | 37.4 % |

|  | 91.35 % |

|  | 25.1 % |

|  | 21.1 % |

|  | 16.4 % |

|  | 35.9 % |

|  | 92.77 % |

|  | 27.5 % |

|  | 21.4 % |

|  | 15.2 % |

|  | 38.5 % |

|  | 94.74 % |

|  | 34.2 % |

|  | 13.4 % |

|  | 13.9 % |

|  | 46.6 % |

|  | 94.03 % |

|  | 27.9 % |

|  | 6.6 % |

|  | 18.9 % |

|  | 45.22 % |

|  | 94.10 % |

|  | 25.6 % |

|  | 8.1 % |

|  | 15.5 % |

|  | 41.1 % |

|  | 92.90 % |

|  | 30.6 % |

|  | 10.0 % |

|  | 18.3 % |

|  | 46.6 % |

|  | 94.50 % |

|  | 28.3 % |

|  | 10.5 % |

|  | 14.6 % |

|  | 38.9 % |

|  | 96.05 % |

|  | 36.3 % |

|  | 15.9 % |

|  | 8.9 % |

|  | 50.2 % |

|  | 95.19 % |

|  | 34.4 % |

|  | 7.9 % |

|  | 7.5 % |

|  | 43.5 % |

|  | 84.73 % |

|  | 24.1 % |

|  | 19.5 % |

|  | 12.9 % |

|  | 42.2 % |

|  | 92.30 % |

|  | 32.7 % |

|  | 13.9 % |

|  | 11.2 % |

|  | 69.9 % |

|  | 91.20 % |

|  | 17.4 % |

|  | 8.9 % |

|  | 3.9 % |

|  | 48.8 % |

|  | 77.04 % |

|  | 28.3 % |

|  | 18.6 % |

|  | 4.3 % |

|  | 33.5 % |

|  | 89.45 % |

|  | 29.5 % |

|  | 27.8 % |

|  | 9.2 % |

|  | 70.8 % |

|  | 94.46 % |

|  | 13.7 % |

|  | 8.5 % |

|  | 7.0 % |

|  | 49.9 % |

|  | 96.06 % |

|  | 32.3 % |

|  | 6.8 % |

|  | 10.9 % |

|  | 44.4 % |

|  | 93.17 % |

|  | 32.2 % |

|  | 8.5 % |

|  | 15.0 % |

|  | 75.6 % |

|  | 91.57 % |

|  | 10.3 % |

|  | 9.1 % |

|  | 5.0 % |

|  | 48.7 % |

|  | 93.59 % |

|  | 24.5 % |

|  | 15.4 % |

|  | 11.4 % |

|  | 37.3 % |

|  | 89.09 % |

|  | 30.9 % |

|  | 15.4 % |

|  | 11.4 % |

|  | 57.0 % |

|  | 91.53 % |

|  | 20.8 % |

|  | 17.3 % |

|  | 5.0 % |

|  | 53.9 % |

|  | 95.64 % |

|  | 24.2 % |

|  | 8.3 % |

|  | 13.6 % |

|  | 42.9 % |

|  | 96.79 % |

|  | 36.0 % |

|  | 10.6 % |

|  | 10.5 % |

## Formación del gobierno
Tanto Ranariddh como Rainsy protestaron en contra de los resultados de las elecciones, alegando que el gobierno liderado por el CPP había intimidado a los votantes y había manipulado las urnas. Presentaron peticiones ante la Comisión Electoral Nacional (NEC) y la Corte Constitucional; cuando éstas fueron rechazadas en agosto de 1998, Ranariddh y Rainsy organizaron protestas en las calles para exigir que Hun Sen abandonara su cargo. El gobierno saliente de Ung Huot respondió el 7 de septiembre, prohibiendo protestas callejeras y agrediendo a los participantes. En este punto intervino Sihanouk, y organizó una reunión cumbre el 24 de septiembre en Siem Reap. Convocó a Hun Sen, Ranariddh y Rainsy para realizar las discusiones encaminadas a poner fin al impasse político. El día de la cumbre, Un cohete B40 fue disparado desde un lanzador de cohetes RPG-2 en dirección a la caravana de Hun Sen, que viajaba en ruta a Siem Reap. El cohete perdió la caravana, y Hun Sen escapó ileso. La policía acusó a los líderes del Funcinpec y el KNP de planear el ataque, con Rainsy como su cabecilla. Tanto Rainsy como Ranariddh negaron tener relación con lo ocurrido, pero Ranariddh huyó a Bangkok al día siguiente, por temor a la represión gubernamental a sus partidarios.
Después de la salida de Ranariddh, Sihanouk le instó a regresar con el propósito de unirse al CPP en un gobierno de coalición, considerando que Funcinpec se enfrentaba a la perspectiva de colapsar si Ranariddh se negaba.  Ranariddh regresó a Camboya el 12 de noviembre de 1998 a asistir a una reunión organizada por Sihanouk, en la que Ranariddh negoció con Hun Sen y Chea Sim sobre la estructura de un nuevo gobierno. Se llegó a un acuerdo en virtud del cual el Funcinpec recibiría la presidencia de la Asamblea Nacional junto con varios cargos de gabinete de nivel bajo y medio a cambio de su apoyo a la creación de un Senado indirectamente elegido. El 25 de noviembre de 1998, Ranariddh fue nombrado Presidente de la Asamblea Nacional. Según Mehta, La creación del Senado fue para proporcionar una plataforma alternativa para aprobar la legislación en el caso de que Ranariddh ejerciera su influencia como Presidente de la Asamblea Nacional para bloquearla. El nuevo gobierno asumió el cargo el 30 de noviembre de 1998, convirtiendo a Hun Sen en Primer ministro pleno.
| Candidato     | Fecha                                                       | Voto | CPP | Func. | SRP | Total   |
| ------------- | ----------------------------------------------------------- | ---- | --- | ----- | --- | ------- |
| Hun Sen (CPP) | 30 de noviembre de 1998 Mayoría absoluta requerida (82/122) | Sí   | 64  | 43    |     | 107/122 |
| Hun Sen (CPP) | 30 de noviembre de 1998 Mayoría absoluta requerida (82/122) | No   |     |       | 15  | 15/122  |
| Hun Sen (CPP) | 30 de noviembre de 1998 Mayoría absoluta requerida (82/122) | Abs. |     |       |     | 0/122   |
| Hun Sen (CPP) | 30 de noviembre de 1998 Mayoría absoluta requerida (82/122) | Aus. |     |       |     | 0/122   |